# Sovata
Sovata (in ungherese Szováta, in tedesco Sowata) è una città della Romania di 10385 abitanti, ubicata nel distretto di Mureș, nella regione storica della Transilvania.
Fanno parte dell'area amministrativa anche le località di Căpeți, Ilieși e Săcădat.

## Le terme
Sovata è una nota e importante località termale. Le sue sorgenti ed i suoi laghi formati da acque calde ricche in sodio e cloro sono note fin dalla fine del XVI secolo, essendo citate in particolare in un documento del 1597, e le strutture termali vennero costruite attorno al 1850.
Oggi Sovata dispone di strutture dedicate alle cure termali, effettuate sia con la balneazione che con l'applicazione di fanghi estratti dai laghi, in particolare dal Lago dell'Orso (Lacul Ursului); le cure sono particolarmente indicate per le patologie ginecologiche (insufficienza ovarica e sterilità secondaria), per la cura dei reumatismi, per le terapie post-traumatiche, per le affezioni del sistema nervoso periferico, per le patologie cardiovascolari (in particolare varici) e per l'ipertiroidismo.
Le acque hanno una temperatura naturale che va dai circa 20° in superficie, fino a 40°-50° a profondità anche limitate; il contenuto di sali varia dai 40 ai 250 g/l.

## Amministrazione

### Gemellaggi
- Mezőberény, dal 1998
- Tata, dal 2001
- Budapest circoscrizione XIII, dal 1997
- Százhalombatta, dal 1996
- Sümeg, dal 1998
- Csopak, dal 1996
- Szikszó, dal 1996
- Brzesko, dal 2000